# Bolbitis laciniata
Bolbitis laciniata là một loài thực vật có mạch trong họ Lomariopsidaceae. Loài này được (Hook.) Abeyw. mô tả khoa học đầu tiên năm 1956.